# 福山大賞典
福山大賞典（ふくやまだいしょうてん）は福山市競馬事務局が福山競馬場のダート2600mで施行していた地方競馬の重賞競走（平地競走）である。農林水産大臣が賞を提供しており、正式名称は「農林水産大臣賞典 福山大賞典」と表記される。
正賞は農林水産大臣賞、日本地方競馬馬主振興協会会長賞。

## 概要
1966年に古馬の重賞競走として創設。当時は馬の品種に関係なく競走格付を行っていたため、第1回の開催では7頭立てのうち、サラブレッド5頭とアングロアラブ2頭で行われ、勝ったのはサラブレッドのミツトシオーであった。福山競馬の正月開催を飾る名物競走であり、創設当初から毎年1月上旬に開催されていた。1966年～1974年までは農林大臣賞典というレース名であった。福山競馬の競走の中では最長距離のダート重賞で、福山競馬の2600mは1600mの発走地点から馬場を2周半、コーナーを10回通過するコースである。2008年にアングロアラブ系の入厩頭数が減少した事により、出走条件をアングロアラブ系古馬からサラブレッド系古馬へ変更された。
なお、出走条件が変更された2008年では同様の趣旨の競走、アングロアラブ系古馬の重賞競走「福山アラブ大賞典」が施行された。
施行距離は創設当初から1967年が1800m、1974年まではダート2250m、1975年 - 1991年ではダート2400m、1992年からはダート2600mで施行されていた。
負担重量は2011年までは馬齢重量、2012年からは定量で56kg、牝馬は54kgである。
2011年度の賞金総額は540万円で、1着賞金400万円、2着賞金80万円、3着賞金40万円、4着賞金20万円と定められており、これは福山競馬場の全競走の中で最高額であった。

## 歴史
- 1966年 - 福山競馬場のダート1800mのA級の中国所属馬限定の馬齢重量の重賞競走「農林大臣賞典」として創設。
- 1968年 - 施行距離をダート2250mに変更。
- 1975年 - 施行距離をダート2400mに変更。
- 1992年 - 施行距離をダート2600mに変更、鋤田誠二が騎手として史上初の三連覇。
- 1998年 - ミナミセンプウが当競走で史上初となる3度目の優勝。弓削和彦が調教師として史上初の四連覇。
- 2006年 - ユキノホマレが当競走で史上2頭目となる3度目の優勝。
- 2008年 - 出走条件を「アングロアラブ系A1下選抜の中国所属馬」から「サラブレッド系A1下選抜の中国所属馬」に変更。
- 2012年
  - 出走条件を「サラブレッド系A1下選抜の中国所属馬」から「サラブレッド系4歳以上の中国所属馬」に変更。
  - 負担重量を「馬齢重量」から「定量」に変更。

### 歴代優勝馬（1974年以降）
| 回数   | 施行日        | 優勝馬             | 性齢 | 所属 | タイム | 優勝騎手   | 管理調教師 |
| ------ | ------------- | ------------------ | ---- | ---- | ------ | ---------- | ---------- |
| 第9回  | 1974年1月6日  | キングタカラ       | 牡6  | 福山 | 2:34.1 | 弓削和彦   | 垣野清一   |
| 第10回 | 1975年1月5日  | キングタカラ       | 牡7  | 福山 | 2:50.6 | 弓削和彦   | 垣野清一   |
| 第11回 | 1976年1月11日 | ゴールドパーク     | 牡6  | 福山 | 2:51.0 | 神原勝志   | 高畦治夫   |
| 第12回 | 1977年1月9日  | ミヤトモア         | 牡5  | 福山 | 2:51.7 | 弓削和彦   | 楠見政徳   |
| 第13回 | 1978年1月8日  | メイクマイウエー   | 牡5  | 福山 | 2:50.4 | 藤井勝也   | 千同武由   |
| 第14回 | 1979年1月14日 | ミスタマキ         | 牝6  | 福山 | 2:48.4 | 弓削和彦   | 楠見政徳   |
| 第15回 | 1980年1月13日 | ヤナイエース       | 牡5  | 福山 | 2:41.9 | 藤尾育央   | 上原俊夫   |
| 第16回 | 1981年1月11日 | ヤナイエース       | 牡6  | 福山 | 2:45.8 | 藤尾育央   | 上原俊夫   |
| 第17回 | 1982年1月10日 | テルステイツ       | 牡5  | 福山 | 2:46.0 | 宮岡大宏   | 上原齊     |
| 第18回 | 1983年1月9日  | ハクバヒーロー     | 牡6  | 福山 | 2:48.5 | 那俄性哲也 | 寺田忠     |
| 第19回 | 1984年1月5日  | ミヤトラブアン     | 牡6  | 福山 | 2:47.0 | 宮岡大宏   | 千同武由   |
| 第20回 | 1985年1月6日  | ホンリユウ         | 牡6  | 福山 | 2:44.6 | 番園一男   | 楠見政徳   |
| 第21回 | 1986年1月5日  | リキハイ           | 牡5  | 福山 | 2:45.0 | 鋤田誠二   | 鋤田久     |
| 第22回 | 1987年1月11日 | ローゼンホーマ     | 牡4  | 福山 | 2:46.3 | 那俄性哲也 | 寺田忠     |
| 第23回 | 1988年1月10日 | ローゼンホーマ     | 牡5  | 福山 | 2:47.0 | 那俄性哲也 | 寺田忠     |
| 第24回 | 1989年1月15日 | キタノテイモオー   | 牡6  | 福山 | 2:48.7 | 藤井勝也   | 東森實     |
| 第25回 | 1990年1月7日  | ダイセイカン       | 牡6  | 福山 | 2:46.6 | 鋤田誠二   | 寺田孝     |
| 第26回 | 1991年1月6日  | グリンダイオー     | 牡4  | 福山 | 2:42.4 | 鋤田誠二   | 千同武治   |
| 第27回 | 1992年1月5日  | グリンダイオー     | 牡5  | 福山 | 3:03.0 | 鋤田誠二   | 千同武治   |
| 第28回 | 1993年1月10日 | コタカキング       | 牡5  | 福山 | 3:00.4 | 小嶺英喜   | 部谷久司   |
| 第29回 | 1994年1月9日  | イムラッドホマレ   | 牡4  | 福山 | 3:05.4 | 片桐正雪   | 浜田輝和   |
| 第30回 | 1995年1月8日  | ミナミセンプウ     | 牡4  | 福山 | 3:04.4 | 小嶺英喜   | 弓削和彦   |
| 第31回 | 1996年1月7日  | ミナミセンプウ     | 牡5  | 福山 | 3:01.7 | 渡辺博文   | 弓削和彦   |
| 第32回 | 1997年1月5日  | タッチアップ       | 牡5  | 福山 | 3:02.1 | 久保河内健 | 弓削和彦   |
| 第33回 | 1998年1月4日  | ミナミセンプウ     | 牡7  | 福山 | 2:58.0 | 嬉勝則     | 弓削和彦   |
| 第34回 | 1999年1月3日  | ピアドハンター     | 牡5  | 福山 | 3:04.0 | 嬉勝則     | 白津壽己   |
| 第35回 | 2000年1月3日  | アキフジクラウン   | 牡5  | 福山 | 3:03.2 | 岡田祥嗣   | 吉井英隆   |
| 第36回 | 2001年1月3日  | ミスターカミサマ   | 牡4  | 福山 | 3:03.4 | 渡辺博文   | 那俄性哲也 |
| 第37回 | 2002年1月6日  | フジナミスペシャル | 牡4  | 福山 | 3:02.7 | 嬉勝則     | 小嶺英喜   |
| 第38回 | 2003年1月2日  | ユキノホマレ       | 牡4  | 福山 | 3:03.0 | 岡崎準     | 田代専二   |
| 第39回 | 2004年1月2日  | ユキノホマレ       | 牡5  | 福山 | 3:02.7 | 楢崎功祐   | 田代専二   |
| 第40回 | 2005年1月3日  | メイユウオライオン | 牡4  | 福山 | 2:56.2 | 嬉勝則     | 番園一男   |
| 第41回 | 2006年1月2日  | ユキノホマレ       | 牡7  | 福山 | 3:08.1 | 三村展久   | 田代専二   |
| 第42回 | 2007年1月2日  | バクシンオー       | 牡4  | 福山 | 3:03.5 | 野田誠     | 堀部重昭   |
| 第43回 | 2008年1月3日  | ナムラベンケイ     | 牡5  | 福山 | 3:07.3 | 渡辺博文   | 渡辺貞夫   |
| 第44回 | 2009年1月3日  | ムサシボー         | 牡6  | 福山 | 3:02.1 | 黒川知弘   | 黒川幹生   |
| 第45回 | 2010年1月3日  | ナリタブラック     | 牡8  | 福山 | 3:03.3 | 岡田祥嗣   | 徳本慶一   |
| 第46回 | 2011年1月3日  | クラマテング       | 牡6  | 福山 | 3:02.5 | 嬉勝則     | 江口秀博   |
| 第47回 | 2012年1月3日  | クラマテング       | 牡7  | 福山 | 3:02.7 | 嬉勝則     | 江口秀博   |
| 第48回 | 2013年1月3日  | グラスヴィクター   | 騸6  | 福山 | 3:01.4 | 佐原秀泰   | 渡邉貞夫   |

※馬齢は2000年以前についても現表記を用いる。